# Tessa Parkinson
Tessa Parkinson (Perth, 22 de septiembre de 1986) es una deportista australiana que compitió en vela en la clase 470.
Participó en los Juegos Olímpicos de Pekín 2008, obteniendo una medalla de oro en la clase 470 (junto con Elise Rechichi). Ganó una medalla de bronce en el Campeonato Mundial de 470 de 2008.
En 2009 fue condecorada con la Medalla de la Orden de Australia (OAM).

## Palmarés internacional
| \| Juegos Olímpicos \| Juegos Olímpicos \| Juegos Olímpicos \| Juegos Olímpicos \| \| Año \| Lugar \| Medalla \| Clase \| \| ------------------ \| --------------------- \| ----------------- \| ---------------- \| \| 2008 \| Pekín (China) \| Medalla de oro \| 470 \| \| Campeonato Mundial \| \| \| \| \| Año \| Lugar \| Medalla \| Clase \| \| 2008 \| Melbourne (Australia) \| Medalla de bronce \| 470 \| |                       |                   |       |
| Juegos Olímpicos |                       |                   |       |
| Año | Lugar                 | Medalla           | Clase |
| 2008 | Pekín (China)         | Medalla de oro    | 470   |
| Campeonato Mundial |                       |                   |       |
| Año | Lugar                 | Medalla           | Clase |
| 2008 | Melbourne (Australia) | Medalla de bronce | 470   |